# CAF Beker der Bekerwinnaars
De CAF Beker der Bekerwinnaars (Engels: African Cup Winners' Cup) was een Afrikaanse voetbalcompetitie die startte in 1975 en vergelijkbaar was met de oude Europacup II. In 2003 was de laatste editie, daarna fusioneerde het toernooi met de CAF Cup om zo de CAF Confederation Cup te vormen.

## Winnaars
- 1975:  Tonnerre Yaoundé
- 1976:  Shooting Stars
- 1977:  Enugu Rangers International
- 1978:  Horaya
- 1979:  Canon Yaoundé
- 1980:  TP Mazembe
- 1981:  Union Douala
- 1982:  Al Moqaouloun al-Arab
- 1983:  Al Moqaouloun al-Arab
- 1984:  Al-Ahly
- 1985:  Al-Ahly
- 1986:  Al-Ahly
- 1987:  Gor Mahia
- 1988:  CA Bizerte
- 1989:  Al-Merreikh Omdurman
- 1990:  BCC Lions
- 1991:  Power Dynamos
- 1992:  Africa Sports National
- 1993:  Al-Ahly
- 1994:  DC Motema Pemba
- 1995:  JS Kabylie
- 1996:  Mekawleen
- 1997:  Étoile du Sahel
- 1998:  Espérance Tunis
- 1999:  Africa Sports National
- 2000:  Al-Zamalek
- 2001:  Kaizer Chiefs
- 2002:  Wydad Casablanca
- 2003:  Étoile du Sahel